# Giovanni Battista Mellini
Giovanni Battista Mellini (auch Giovanni Battista Millini, Johannes de Millinis; * 9. Juni 1405 in Rom; † 24. Juli 1478 ebenda) war ein italienischer Geistlicher, Bischof von Urbino und Kardinal der Römischen Kirche.

## Leben
Bereits als Siebenjähriger wurde Giovanni Battista Mellini von dem Gegenpapst Johannes XXIII. in das Kapitel der Lateranbasilika berufen. Er studierte dank eines Stipendiums von Papst Martin V. die Rechte. Unter Papst Eugen IV. wurde Mellini Abbreviator. Belegt ist er in diesem Amt von 1448 bis 1476. Während des Pontifikats von Nikolaus V. verzichtete er auf das Kanonikat an der Lateranbasilika und wurde stattdessen zum Ökonom der Vatikanbasilika ernannt. Der Papst bot ihm die Bistümer Anagni und Sutri an, was Mellini jedoch ablehnte. Während des Pontifikats von Paul II. war er Datar.

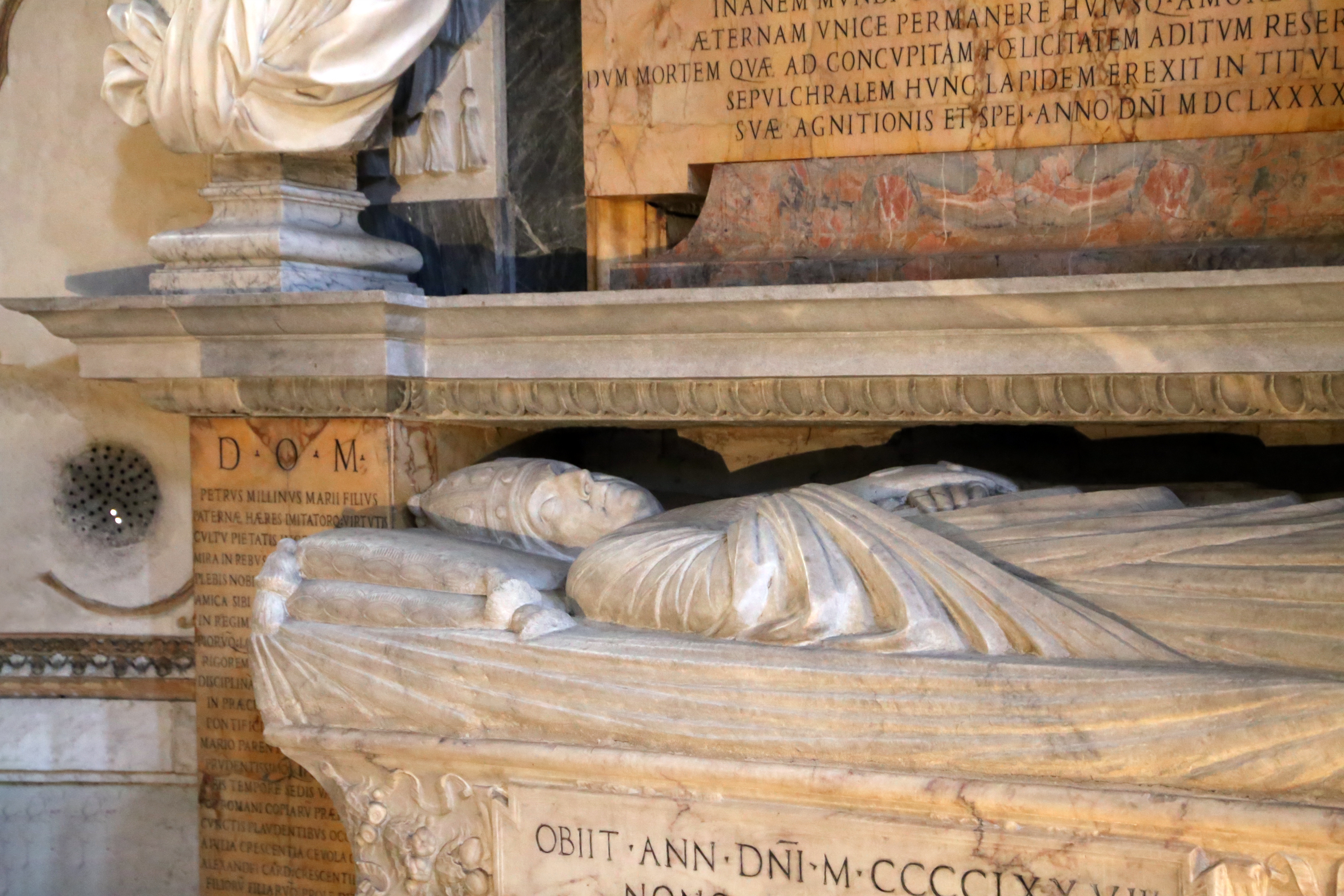
Sarkophag von Kardinal Giovanni Battista Mellini (Mellinikapelle von Santa Maria del Popolo, 1490)

Papst Paul II. ernannte ihn am 27. April 1468 zum Bischof von Urbino, Giovanni Battista Mellini hatte dieses Amt bis zu seinem Tod inne. Im Konsistorium vom 18. Dezember 1476 erhob Sixtus IV. ihn zum Kardinalpriester, dies wurde am 20. Dezember desselben Jahres bekanntgemacht. Den Kardinalshut und die Titelkirche Santi Nereo ed Achilleo erhielt Giovanni Battista Mellini am 30. Dezember 1476. Ab dem 1. Januar 1477 war er Legat in Mailand und in der Lombardei, um dort nach dem Tod des Herzogs Galeazzo Maria Sforza († 26. Dezember 1476) den Frieden aufrechtzuerhalten. Diese Legation dauerte bis zum 9. Mai 1477.
Giovanni Battista Mellini starb in Rom und wurde in der Familienkapelle in der Kirche Santa Maria del Popolo beigesetzt.
Spätere Kardinäle aus seiner Familie waren Giovanni Garzia Millini (1562–1629), Savo Millini (1644–1701) und Mario Millini (1677–1756).